# Akbar Abdi
Pour les articles homonymes, voir Abdi (homonymie).
Akbar Abdi (en persan اکبر عبدی), né en 1960 à Téhéran (Iran), est un acteur iranien. Il est connu pour une série télévisée destinée aux enfants, Je suis encore en retard à l'école.
Commençant sa carrière dans des séries télévisées, il est rapidement devenu très populaire. Le film Ejareh-Nesheenha (Les Locataires) témoigne de son perfectionnement comme comédien des films à succès. Portant son choix sur des personnages divers, il a démontré son talent en assurant sa réputation d’acteur du cinéma classique iranien.

## Distinctions
- Lauréat du Simorgh de cristal du 8e le Festival du film de Fajr  du Meilleur acteur dans un second rôle pour le film de la mère(1990)
- Lauréat du Simorgh de cristal du 30e le Festival du film de Fajr  du Meilleur acteur dans un second rôle pour " je me sens endormi"(2012)

## Filmographie
- 1985 : Mardi ke moosh shod (L'Homme qui est devenu une souris)
- 1990 : Ey Iran (1990)
- 1990 : Dozde aroosakha (Voleur des poupées)
- 1990 : Ejareh-Neshinha (Les Locataires)
- 1992 : Del Shodegan
- 1992 : Nassereddin Shah, acteur de cinéma
- 1993 : L'Acteur
- 1995 : Pak bakhteh
- 1995 : Adam barfi (Le Bonhomme de neige)
- 1997 : Claws in the Dust
- 2002 : Ali et Danny
- 2003 : Noon o Eshgh o Motor 1000
- 2007 : Ekhrajiha (Les Hors-jeu)
- 2012 : Je me sens endormi de Reza Attaran